# إضراب عمال المناجم الاستوريين في 1934
إضراب عمال المناجم الاستوريين في 1934 في إسبانيا هو إضراب عمالي كببير كان جزءًا من الإضراب الثوري العام والحركة المسلحة التي نظمها الأناركيون في جميع أنحاء إسبانيا المعروفة باسم ثورة أكتوبر 1934. وكانت ضد دخول الاتحاد الإسباني لليمين المستقل (CEDA) في الحكومة الإسبانية يوم 6 أكتوبر، ووقع في أستورياس شمال إسبانيا، ثم تطور إلى انتفاضة ثورية حيث ترسخت جذورها هناك. وسبب قوتها هو انضمام CNT الأناركي إلى تحالف العمال الأستوريين الذي اقترحه الاشتراكيون في UGT وPSOE، على عكس ماحدث في بقية إسبانيا. وبالتالي كان شكل التنظيم الاجتماعي والسياسي لكومونة أستوريان - وهو الاسم الذي تُعرف به ثورة أستورياس أيضًا - بسبب تشابهها مع كومونة باريس 1871، هو تأسيس نظام اشتراكي في المناطق التي ساد فيها الاشتراكيون (أو الشيوعيون) مثل مييريس حيث أعلن فيها عن الجمهورية الاشتراكية؛ أو الشيوعية التحررية حيث سيطرت النقابية-اللاسلطوية على CNT، كما هو الحال في خيخون وخاصة في لا فليغيرا.
سحقت البحرية الإسبانية والجيش الجمهورية الأسباني ذلك الإضراب، وسيطر فرانسيسكو فرانكو الذي قاد العمليات العسكرية من مدريد على حركة القوات والطائرات والسفن الحربية والقطارات المدرعة لإستخدامها في سحق الثورة. واستعان بالقوات الاستعمارية المغربية (القوات الأهلية النظامية وجيش أفريقيا الإسباني بفيلقه الإسباني) من المغرب الإسباني. بينما كان التمرد قصيرًا، لاحظ المؤرخ غابرييل جاكسون «في الحقيقة كان كل أشكال التعصب والقسوة التي تميزت بها الحرب الأهلية قد جرت في ثورة أكتوبر وماأعقبها: الثورة الفاضلة وشابها من إرهاب أحمر متقطع. قمع دموي ممنهج من قوى النظام؛ تشوش واحباط في اليسار المعتدل؛ والانتقام المتعصب من جانب اليمين». تم اعتبار تلك الثورة بأنها المعركة الأولى أو مقدمة للحرب الأهلية الإسبانية. بالرغم من هزيمتها أصبحت ثورة أستورياس تقريبا أسطورة لليسار العمال الإسبان والأوروبيين، مشابهة لكومونة باريس في ذروتها أو بتروفراد السوفيتية سنة 1917. حيث كانت «الثورة الاجتماعية الأخيرة الفاشلة ولكن كانت جيدة لأوروبا الغربية».

## الخلفية

### المناخ السياسي
كان عدم الاستقرار السياسي في الفترة من ديسمبر 1933 إلى أكتوبر 1934 بين راديكاليي ليروكس ونشاط حزب سيدا يثير مخاوف اليسار والقطاعات العمالية. فكان ينظر إلى جيل روبليس زعيم سيدا على أنه دولفوس إسبانيا والمخاوف بشأن انقلاب فاشي بعد تجمع حاشد عقدته سيدا (CEDA) في كوفادونجا في 9 سبتمبر 1934. ولهذه الحقائق أضيف إليها مصادرة البخاربة “Turquesa”، التي تخبئ أسلحة بتكليف من إنداليسيو برييتو الاشتراكي، وقد هرب برييتو بسرعة إلى فرنسا لتجنب الاعتقال. فبعد هذا الصيف المحموم اجتمع الكورتيس في 1 أكتوبر وفي نفس اليوم سحبت سيدا دعمها عن حكومة ريكاردو سامبر للمطالبة بالدخول بالحكومة، فنالت ثلاثة كراسي وزارية عندما تم إعلان تشكيل حكومة راديكالية-سيدا في الرابع من أكتوبر برئاسة أليخاندرو ليروكس. كانت هذه الإشارة المتوقعة إلى تحالفات العمال. ففي 5 أكتوبر أعلن اتحاد العمال العام UGT عن الإضراب العام فكان رد فعل ليروكس هو إعلان حالة الحرب".
وهكذا بدأ في 5 أكتوبر الإضراب وحركة التمرد التي أصدرتها اللجنة الثورية الاشتراكية برئاسة فرانسيسكو لارجو كاباليرو، ولكنها فشلت في معظم البلاد. فلم يلحظ أي نشاط إضرابي ولا ثوري في مدريد، كذلك كان الحال في إكستريمادورا وأندلسيا وأراغون. أما في مقاطعات إقليم الباسك، فكان هناك بعض الأنشطة الثورية البارزة التي قمعت بسرعة، وايضا كان الحال في برشلونة وكاتالونيا. وهكذا بقيت أستورياس التي انتصر فيها التحالف العمالي.

### التحالف العمالي في أستورياس
ظهرت فكرة التحالف العمالي في كاتالونيا بمبادرة من حزب شيوعي الصغير مناهض للستالينية يسمى كتلة العمال والفلاحين، ثم انتشرت إلى بقية أسبانيا عن طريق الاشتراكيين (UGT-PSOE-JJSS) برئاسة فرانسيسكو لارجو كاباليرو بعد توليه قيادة UGT في يناير 1934 (كانت PSOE و شباب إسبانيا الاشتراكي (JJSS) تحت سيطرتها الفعلية). وتعززت فكرة التحالف العمالي على أساس أنه أداة جيدة لدعم لاستراتيجيتها التمردية الجديدة لتحقيق الاشتراكية (والتخلي عن «الطريق البرلماني»). كما تم عرض تشكيل تحالف على الاتحاد الوطني للعمل CNT ، لكنه رفض الاندماج فيه كما جرى في كاتالونيا لأن القيادة الكونفدرالية قالت إن بإمكان الـ CNT وحده تدمير الفاشية. ومع ذلك ظهر هناك من داخل اتحاد CNT من لم يرفض التحالف العمالي، بل طالب بعضهم بالوحدة معها لتحقيق «الديمقراطية العمالية الثورية». حدث هذا التغيير في قطاعات معينة فقط في أستورياس، حيث وقع اتحاد CNT الإقليمي في 31 مارس 1934 اتفاقية مع GDG-PSOE في خيخون، والتي أضحت القوة العاملة المهيمنة في أستورياس، وحافظت عليها على الرغم من تهديدات بالطرد صدرت عن القيادة الكونفدرالية.

### التحضير للتمرد
وفقًا للمؤرخ Paco Ignacio Taibo II: يجب أن نبحث عن تفسير بقاء ثورة 1934 لمدة أسبوعين في أستورياس بينما قضي عليها دون مشاكل كبيرة في بقية إسبانيا، بالإضافة إلى أن أستورياس هي المكان الوحيد الذي نجح فيه تحالف العمال في التنسيق مع CNT من الإعداد الشامل للتمرد الذي قامت به المنظمات العمالية الأستورية، وبالذات تحالف العمال الاشتراكي المهيمن (UGT-PSOE-JJSS)وهو ما لم يحدث في بقية اسبانيا.
لم يكن اشتراكيو أستوريا أكثر يسارية عن باقي أقرانهم في إسبانيا (معظم قادة الحزب الاشتراكي العمالي الإسباني واتحاد التعدين الأستوري كانوا يميلون مع قطاع المعتدل برئاسة إنداليسيو برييتو؛ عدا شباب إسبانيا الاشتراكي (JJSS) فكانوا مع المتشدد كاباليرو). أول ما تميزوا فيه هو أنهم لم يقمعوا حركات العمال التي جرت طوال 1934، على عكس قيادتهم الوطنية التي كررت باستمرار شعار «لا لتنظيم الإضرابات» لأن ذلك سيضعف إعداد التمرد. وهكذا من فبراير إلى أكتوبر 1934 كانت هناك ست إضرابات عامة في المنطقة وأثرت بقوة على أحواض التعدين. بعضها سياسي، مثل الذي نظموه تضامناً مع الاشتراكيين النمساويين الذين سحقتهم ديكتاتورية دلفوس الاجتماعية المسيحية وتلك التي فعلوها للاحتجاج على التجمع الذي عقدته CEDA في كوفادونجا في 9 سبتمبر بزعامة جيل روبليس الذي ينظر إليه بأنه دولفوس الإسباني.
كان تجهيز السلاح هو العنصر الأساسي للتمرد. فحصل العمال على جزء منها عن طريق السرقات البسيطة من مصانع الأسلحة في أوفييدو وتروبيا. وجلبت أخرى عن طريق التهريب، أو أحضرت من إيبار عبر شبكة أنشأها الشباب الاشتراكي واتحاد النقل العام في أوفييدو. وحصلوا على الديناميت من المناجم. فجميع الأسلحة (1300 بندقية وأربعة رشاشات) والمتفجرات (الآلاف من خراطيش الديناميت) كانت مخبأة في أربعة عشر مستودع سري (عشرة للاشتراكيين واثنان لـ CNT واثنان للشيوعيين)، والتي فشل الحرس المدني في اكتشافها (خزنت عدة الآلاف من الأسلحة في منازل العمال المشاركين في الانتفاضة). أما عن أسلحة الباخرة الشهيرة فيروز (Turquesa) في موروس دي نالون، والتي أولت الصحافة اليمينية أهمية استثنائية لها لشرح النجاح النسبي لكمونة أستوريا، بالإضافة إلى أنه لم يكن لدى الحركة الاشتراكية الأستورية علم بكيفية توزيعها (وهذا من صميم عمل برييتو)، فلم تسهم تلك الأسلحة بأكثر من بعض الذخيرة إلى الثوريين أستوريين حيث أن معظمها استولى عليها الحرس المدني أو لم تصلهم.
العنصر الآخر المهم في التمرد هو تنظيم قوات شبه عسكرية تقود الحركة. وهكذا تم تدريب أعضاء من الشباب الاشتراكي والشباب التحرري من عرفاء سابقين مع تغطية المجموعات بالمشي مسافات طويلة، والنوادي الثقافية والوجبات الخفيفة الريفية أو حتى الرحلات الدينية. فأصبح لدى الاشتراكيون في أكتوبر 1934 حوالي 2500 من المقاتلين، ومع CNT حوالي ألف والشيوعيين معهم بضع مئات، مما يعني أن الثوريين الأستوريين كان لديهم قوة منظمة أكثر من 3000 رجل عندما بدأوا التمرد.
وبالنهاية اعتمد الثوريون الأستوريون على جريدة Avance الاشتراكية، والتي أصبحت بفضل دور مديرها الجديد خافيير بوينو جهاز الثورة الصحفي التي كانت قيد التحضير. لهذا السبب تكرر تعرضها لانتقام السلطات (تم إيقافها عن العمل لمدة 62 يومًا وسجن مديرها ثلاث مرات)، لكن هذا الأمر ساعدها، بحيث ازداد تداول الصحيفة (طبع 50000 نسخة في عدد غير عادي في 1 مايو بينما معدل الطبع هو 25000 نسخة)، فتداولها عدد كبير من القراء خارج النطاق الاشتراكي واتباع CNT والشيوعيين. وحتى خرج إضراب في المناجم عندما حاولت الحكومة منع تداول الصحيفة.

## تمدد الإضراب

### اندلاع الثورة
كما هو الحال في بقية إسبانيا فقد بدأ الإضراب الثوري العام في أراضي أستوريا في الساعات الأولى من صباح يوم 5 أكتوبر، وسرعان ماتحرك عمال المناجم وسيطروا على حوض التعدين بأكمله، حيث تقع مراكز عملياتها في ميريس (حوض كودال) وفي سما دي لانجريو (حوض نالون). وكلا الموقعين تم تنسيق عمليات عمال المناجم التي أدت إلى استسلام 23 ثكنة للحرس المدني في الساعات الأولى، وتم احتلال الباقي بعد هروب المدافعين عنها في اليوم التالي. وهذا النجاح لم يسبق له مثيل «في تاريخ العداء بين العمال والفلاحين ضد الحرس المدني منذ تأسيسه في منتصف القرن التاسع عشر». هذا بالإضافة إلى انتصار الميليشيات العمالية في محيط أوفييدو على كتيبة مشاة وقسم من حرس الاقتحام الذي ارسلوا من عاصمة المقاطعة بعد إعلان حالة الحرب.
ولكن من ناحية أخرى، لم تنجح حركة التمرد فجر يوم 5 أكتوبر في العاصمة أوفييدو بسبب وجود خطأ فني منع قطع التيار الكهربائي عن المدينة، والتي كانت الإشارة المتفق عليها للتعبئة ودخول رتل التعدين من ديل كودال إلى المدينة برئاسة الأمين العام لاتحاد التعدين الاشتراكي رامون غونزاليس بينيا، الذي سيصبح «القائد العام للثورة». وهكذا كان لدى الجيش والحرس المدني الوقت للاستعداد للدفاع عن المدينة من خلال التحشد في الثكنات والنقاط الإستراتيجية للمدينة. ولكن هذا لم يمنع أرتال عمال المناجم من دخول المدينة واحتلال قاعتها يوم 6، ثم ثكنة الشرطة ومحطة السكك الحديدية في اليوم 7، ومقر الحرس المدني في اليوم 8 ومصنع الأسلحة فجر يوم 9. وحاصر عمال المناجم ثكنات بيلايو وسانتاكلارا، ولكنهم لم يتمكنوا من اقتحامها. وكان من الصعب على حامية المدينة المؤلفة من حوالي 1000 جندي التغلب على هذا التمرد، ولكنها قاومت ببسالة هجمات العمال بانتظار وصول أرتال اغاثة. وقد جرت عمليات مهمة خارج العاصمة في مدن حوض التعدين، وخاصة في ميريس وساما دي لانجريو. وتعرضت مراكز الحرس المدني في أجزاء أخرى من المقاطعة للهجوم، وكذلك بعض الكنائس وقاعات البلديات.. إلخ.
في خيخون كانت الحركة التمردية قد هيأت نفسها عن نقص الأسلحة والذخيرة. حيث لديها القليل من «الطرود»، فاختارت اللجنة الثورية توزيع المتاح من الأسلحة والذخيرة لأربعة مجموعات من كل منها خمسة عشر رجلاً، قاموا بالقفز خلف المتاريس التي أقيمت في الأحياء الثلاثة. وفي 7 أكتوبر عندما وصل الطراد ليبرتي إلى الميناء، ونزلت بكتيبة أولى من الجنود من القوات العسكرية التي أرسلتها الحكومة لقمع التمرد، وفقامت جماعة خيخون المسلحة -ساندتها مجموعة قدمت من سمادي لانجريو وأرسلت شاحنة مدرعة من لافيلغيرا- بمضايقة القوات الحكومية في محاولة لاقتحام أوفيدو.
خارج أحواض التعدين وعاصمتي أستوريا الكبيرتين، كان هناك حركات تمرد في مجلس بولا دي سيرو، حيث هاجمت اللجان الثورية ذات الأغلبية الاشتراكية ثكنات الحرس المدني فاستسلمت لها، فتم توزيع الأسلحة وتنظيم الدفاع. في تروبيا كان عمال مصنع الأسلحة يتصرفون بسرعة وبقوة للحرس المدني والحامية العسكرية التي تحرس المصنع؛ في غرادو سيطرت لجنة الأغلبية الشيوعية على المدينة ورفعت العلم الأحمر في بلديتها؛ وفي أفيليس بدأ التمرد بيوم من التأخير بسبب عدم وجود قوات وأسلحة، وأبرز ماأنجزه المتمردون قبل وصول رتل الجنرال لوبيز أوتشوا إلى المدينة هو إغراق سفينة أغادير في مدخل الميناء لمنع وصول وحدات الأسطول. في لوركا المدينة الأكثر اكتظاظا بالسكان في غرب أستورياس، لم يكن هناك تمرد لأن الحرس المدني أوقف اللجنة الثورية قبل بدء التمرد.
بعد ثلاثة أيام من التمرد كانت معظم أستورياس بيد عمال المناجم، بما في ذلك مصانع الأسلحة في تروبيا ولافيغا الذين عملوا جاهدين ليل نهار. وتم تنظيم جيش أحمر في جميع أنحاء المقاطعة، والذي وصل عدده بعد عشرة أيام إلى حوالي 30,000 جندي معظمهم من العمال وعمال المناجم. أما مارتينيز دوتور الرقيب السابق الذي شارك في حروب الريف والعضو في اتحاد العمال العام UGT أصبح المستشار العسكري للقيادة الثورية، على الرغم من أن مساهمته لا تذكر أمام مساهمة القادة الآخرين.

### ردة فعل الحكومة

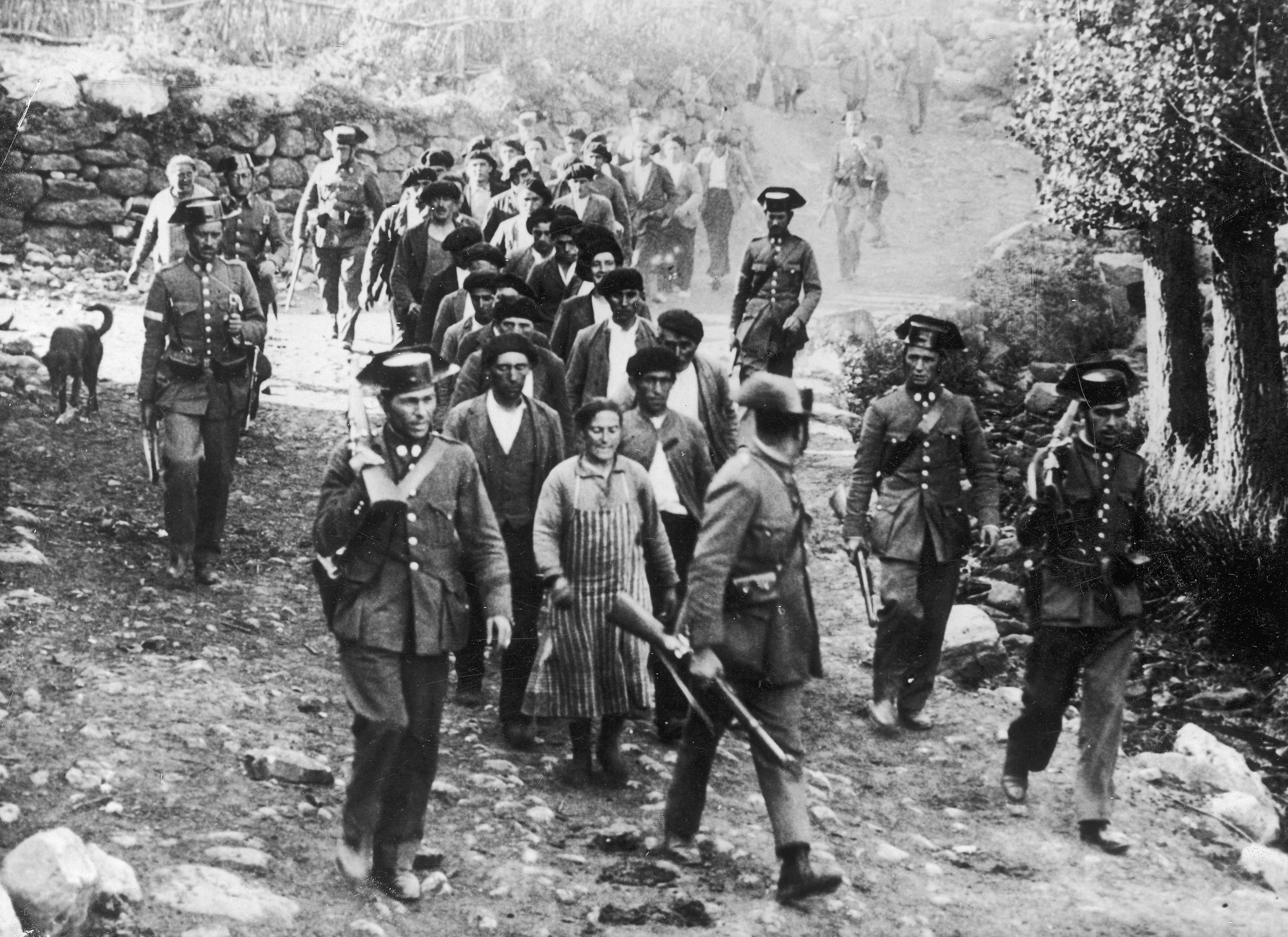
إحدى الصور البارزة لثورة عمال المناجم ولم يتم التقاطها في أستورياس: رتل من الحرس المدني مع عمال المناجم تم أسرهم في برينسيرا (بالنثيا) في 8 أكتوبر 1934.

اعتبرت الحكومة أن ثورة أستوريا هي حرب أهلية كاملة، حتى أنها تجاهلت أن عمال المناجم يبدأون في التفكير من ميريس في إمكانية تنظيم مسيرة إلى مدريد. فتبنت سلسلة من التدابير القوية. بناءً على طلب جيل روبليس الذي أبلغ ليروكس بأنه لا يثق برئيس الأركان الجنرال مسكويليت، فاستدعت هيئة الأركان العامة في مدريد الجنرالان جودد وفرانكو (الذين كان لديهم خبرة بعد أن شاركوا في قمع الإضراب العام سنة 1917 في أستورياس) لقمع التمرد. فأوصى الجنرالان بإحضار قوات الفيلق والقوات الأهلية النظامية من المغرب. كما تم إرسال طراد الميرانتي سيرفيرا والبارجة خايمي الأول اللذان شاركا في قصف بعض المراكز الساحلية.
فقبلت الحكومة المقترح. وبرر ديغو هيدالغو وزير الحرب رسميًا استخدام قوات الاحترافية، لأنها كانت القوات العسكرية الإسبانية الوحيدة التي دخلت في قتال في إفريقيا، وأيضًا كانت الحكومة قلقة أيضًا بشأن بديل المجندين الشباب في شبه الجزيرة قليلي الخبرة، والذين سيقتلون في المواجهات أمام المليشيا ذات الخبرة نوعا ما، لذلك يبدو أن الحل الذي تم تبنيه مقبول جدًا. ويرجع ذلك أيضًا إلى عامل الخوف المتمثل في استخدام العناصر النظامية التي شكلها الجنود المغاربة، الذين يتمتعون باستقلالية كبيرة لأوامرهم ليتمكنوا من اغتيال واغتصاب ونهب السكان.
تم نشر تلك القوة على أربع جبهات. فكانت الجبهة الجنوبية أول من تقدمت بنفس اليوم 5 أكتوبر بعدة وحدات عسكرية عبر ميناء باخاريس. ولإيقافها نشر المتمردون قوة مؤلفة من حوالي 3,000 عنصر من عمال المناجم والتعدين تم تنظيمهم وتسليحهم من ميريس، ونظريًا كان عليهم الذهاب إلى أوفييدو، حيث كان الاستوريون يأملون في أن التمرد قد انتصر بمنطقة التعدين في ليون، وبالتالي منع مرور القوات الحكومية من الهضبة إلى أستورياس. تمكن رجال الميليشيات المنظمون جيدًا والعارفون بتضاريس المنطقة من تطويق تلك القوات في فيغا ديل ري، والذين ظلوا محاصرين حتى 10 أكتوبر. في اليوم التالي فقط وبعد قتال عنيف استخدم فيه المتمردون قطع المدفعية بفضل تعاون ضابط أسير من الحرس المدني، تمكنت القوات الحكومية من الوصول إلى حوض كودال وعاصمتها ميريس.
أما الجبهة الثانية فكانت في الشمال مع وصول قوات الفيلق والنظامية من جيش إفريقيا يوم 7 أكتوبر تحت قيادة اللفتنانت كولونيل ياجوي إلى خيخون، الذي تسبب وصوله بفرار العديد من السكان بحثًا عن ملجأ. وبعد التغلب على المقاومة التي واجهوها -على الرغم من الإضراب العام في خيخون الذي استمر إلى 16 أكتوبر- بدأ تقدمهم نحو أوفييدو في 10 أكتوبر. أما الجبهة الثالثة وهي الجهة الغربية التي فتحها تقدم رتل يقوده الجنرال لوبيز أوتشوا من غاليسيا الذي احتل مصنع الأسلحة في تروبيا. وبعدها بقليل تم فتح جبهة رابعة في الشرق مع تقدم رتل من بلباو عبر سانتاندر ولكن أوقفتها العربات المدرعة في لا فيلجويرا القريبة من أوفييدو.
انتشر الإحباط بعد وصول الأخبار عن تقدم القوات الحكومية من الجبهات الأربع على أوفييدو، إلى جانب أخبار فشل الحركة الثورية في بقية إسبانيا. ففي ليلة 11 أكتوبر أمرت اللجنة الثورية الإقليمية الانسحاب عن المدينة وحل اللجنة. ولكن لم يصل حلها إلى الجميع، فاستمرت المعركة في الوسط الحضري ودخلت قوات لوبيز أوتشوا العاصمة. وفي غضون ساعات قليلة تم تشكيل لجنة ثورية جديدة، مؤلفة بشكل أساسي من الشباب الاشتراكيين والشيوعيين وهم على استعداد لمواصلة الكفاح. وعندما اندمج جيش لوبيز أوتشوا مع فيلق والقوات النظامية للجنرال ياجوي اندلعت أول أعمال العنف والنهب. واستمر القتال خلال اليومين التاليين حيث هاجمت المليشيات العمالية العدو من المواقع المرتفعة (نارانكو وسان إستيبان دي لاس كروسيس) ومن أحياء الطبقات العاملة، في حين حثتهم المنشورات التي أطلقتها الطائرات على الاستسلام. وقيل إن المقاومة عديمة الفائدة لأن الحركة الثورية قد فشلت بالفعل في جميع أنحاء إسبانيا، وهو مارفض المقاومون تصديقه، وما زالوا على استعداد لإعطاء الرأسمالية المحتضرة الضربة القاضية، كما جاء في بيان صاغه الشيوعيون. وأخيرًا في 13 أكتوبر احتلت القوات الحكومية أوفييدو بالكامل.
بعد سقوط أوفييدو انسحب العمال إلى أحواض التعدين، حيث تم تشكيل اللجنة الثورية الثالثة والأخيرة تحت رئاسة بيلارمينو توماس الاشتراكية، ومقرها سما دي لانجريو عاصمة حوض نالون. وفي 15 أكتوبر تمكنت قوات الجنرال بالمز على الجبهة الجنوبية من التغلب على المقاومة الأخيرة في حوض كودال التي منعتهم من التحرك نحو ميريس. ثم قررت اللجنة الثورية الإقليمية التفاوض على الاستسلام وأرسلت ملازم الحرس المدني تورينس الذي كان قد أسره المتمردون، لمقابلة الجنرال لوبيز أوتشوا القائد الأعلى للقوات البالغ عددهم 18,000. ولكن في الاجتماع الثاني كان بين الجنرال لوبيز أوتشوا وبيلارمينو توماس نفسه، حيث حددت شروط استسلام المتمردين.
جرت المقابلة في ميريس وفيها قبل الجنرال لوبيز أوتشوا الشروط التي اقترحها بيلارمينو توماس: أن المغاربة من النظاميين والفيلق لن يكونوا في طليعة القوات التي احتلت أحواض التعدين، لأن «مجازر المغاربة بالمتمردين والمدنيين في الأحياء العمالية في أوفييدو كانت معروفة بالفعل.» بالمقابل يضمن قائد المتمردين تسليم الأسلحة والسجناء، إن لم يكونوا من أعضاء اللجنة الثورية. ذلك الاتفاق الذي تم التوصل إليه بين الجنرال لوبيز أوتشوا وزعيم عمال المناجم بيلارمينو توماس قد أغضب اللفتنانت كولونيل ياجوي والجنرال فرانسيسكو فرانكو الذي قاد العمليات من مدريد، وكذلك زعيم CEDA خوسيه ماريا جيل روبليس، وثلاثتهم من أنصار القمع الوحشي.
قبلت جمعيات عمال المناجم شروط الاتفاقية، مع بعض المقاومة من الأقليات. على الرغم من أن البعض اختار إخفاء الأسلحة وعدم تسليمها وغيرهم فر عبر الجبال. وفي 18 أكتوبر بعد أسبوعين من لبدء التمرد، استسلم آخر معقل واحتلت القوات الحكومية أحواض التعدين. بعد أيام قليلة أفسح القمع غير المنضبط الطريق أمام القمع الرسمي. لكن كل ذلك القمع لم يكن بالجديد على طبقة أستوريان العاملة؛ فقد تعرضت للقمع الدموي والهروب إلى الجبال سنة 1906 عند اندلاع إضراب ميريس، وتكررت في أغسطس 1917. أما ثورة أكتوبر 1934 فقد جعلها جزءًا لا يتجزأ من تقاليدها ...".

## كمونة أستوريان: أداء القوة الثورية
لم يكن لتجربة ثورة أستوريا الوحدوية بتنظيم الطبقة العاملة «من الأسفل» إلا سابقة بعيدة في كومونة باريس لسنة 1871، لذلك عُرفت أيضًا باسم «ثورة أستورياس» باسم «كومونة أستورياس». خلال الأسبوعين اللذين استمر فيهما التمرد فقد طبقوا عمليا -على الرغم من وجود اختلافات مناطقية- هدف تحالف العمال: «العمل بالتوافق حتى يتم تحقيق الثورة الاجتماعية في إسبانيا».
تشكلت اللجان الثورية تلقائيًا في كل منطقة محلية في الأيام الأولى من شهر أكتوبر بمجرد معرفة نية حزب سيدا (CEDA) بالدخول المكثف في الحكومة. تشكلت تلك اللجان «من الأسفل» نتيجة العمل النقابي والسياسة الموحدة المنفذة في الأشهر السابقة، بما في ذلك جمع الأسلحة مما أدى إلى الإضرابات العامة التي نودي بها، ولا سيما «السياسية» مثل التي جرت تضامنا مع عمال فيينا، أو اعتبارا من 8 سبتمبر احتجاجا على اجتماع CEDA في كوفادونجا. لتنسيق الإضراب تم إنشاء اللجنة الثورية الإقليمية، وهي منظمة مقرها في أوفييدو تتألف من منظمات تحالف العمال ورأسها الاشتراكي رامون غونزاليس بينيا. وكانت تلك اللجنة هي الجهة التي اتخذت قرار كسر وديعة بمبلغ تسعة ملايين بيزيتا مودعة في فرع الأوفنتس التابع لبنك إسبانيا (شيء لم يفعله الكوميون الباريسيون في 1871، والذي كان وفقًا لبعض المحللين أحد أسباب فشلهم) وأثار ذلك جدلاً كبيراً عندما هرب أعضاء اللجنة في 11 أكتوبر قبل اقتراب دخول قوات الدعم من عاصمة المقاطعة آخذين تلك الأموال على عجل - اظهر تقرير شيوعي سخطهم تجاه أولئك الذين تخلوا عنهم بأخذهم الملايين - على الرغم من أنه تم تلك استخدام الأموال لمساعدة المطاردين والمنفيين، ولإعادة فتح صحيفة Avance بعد حرقها وتدمير منشآتها، كما وزعت تلك الأموال على مئات العمال دون تمييز بالتنظيم التي ينتمون إليه. وتم استخدامها لتمويل حملة تحالف الجبهة الشعبية في انتخابات فبراير 1936 وحتى لتحمل نفقات حكومة الجمهورية في الحرب الأهلية.
أعطى الهيكل السياسي والإداري غير المكتمل الذي أنشأته اللجنة الثورية الإقليمية أولوية للتنظيم العسكري وتوفير المقاتلين ولكنه تعامل أيضًا بتزويد الحرس الخلفي المبادئ الثورية التي تسعى لبناء مجتمع غير طبقي - وفقًا للنماذج المتوافقة سواء كانوا اشتراكيين أو أناركيين أو شيوعيين قاموا بتطبيقها في تلك الأماكن التي كان لهم فيها التأثير الأكبر. كان لدى الخدمات الصحية تعاون شبه قسري بين الأطباء والمساعدين المدنيين والدينيين، وبالإضافة إلى المراكز الصحية القائمة تم إنشاء مراكز مؤقتة أخرى بالقرب من الجبهات - في أوفييدو غرفتين للعمليات تعملان مابين أربعين وخمسين حالة يوميًا. أما في أغراض النقل، فقد كانت لديهم السيطرة على كامل شبكة السكك الحديدية. وصادروا خمسين سيارة وشاحنة، وتمت مصادرة عشرات منها في مصنع لافليجويرا للمعادن. أما بالنسبة للذخائر فمن مصنع في ميريس، وتم إنتاج القنابل وخراطيش البنادق في أوفييدو. من ناحية أخرى لم يتم إهمال المناجم وكما اعترف لاحقا أحد المراقبين المناوئين للإضراب:«تم الحفاظ على فرق الصيانة وعملت على أكمل وجه ... لإثبات أن لديها تنظيم هائل.» 

### التغيرات المحلية
كانت ميريس مركز ومعقل التمرد الرئيسي، ففي صباح الخامس من أكتوبر تم إعلان الجمهورية الاشتراكية بعد إخضاع جميع ثكنات الحرس المدني في الفجر واحتلال قاعة البلدية التي دافع عنها حرس الاقتحام. وفي المدينة التي كان عدد سكانها آنذاك حوالي 40,000 نسمة - من بينهم مايقرب من ثمانية آلاف من عمال المناجم وأكثر من ألف من عمال التعدين - ساد الاشتراكيون والشيوعيون الأمر الذي انعكس في تكوين لجنتهم الثورية وكيف تم تنظيم الأمور هناك. وهكذا تم تزويد كل عائلة في المدينة بسجل مستهلك وتم تخصيص بيزيتا لكل شخص للشراء من محلات البقالة، في حين أن "القسائم" الموقعة من اللجنة خصصت للأغراض العسكرية فقط. بالإضافة إلى ذلك تم تنظيم خدمة أمنية من "الحرس الأحمر" -كما ذكرت إحدى الصحف المحافظة لاحقا- التي جعلت ميريس المكان الذي ساد فيه الهدوء فترة خمسة عشر يومًا، حيث عومل السجناء معاملة أكثر إنسانية".

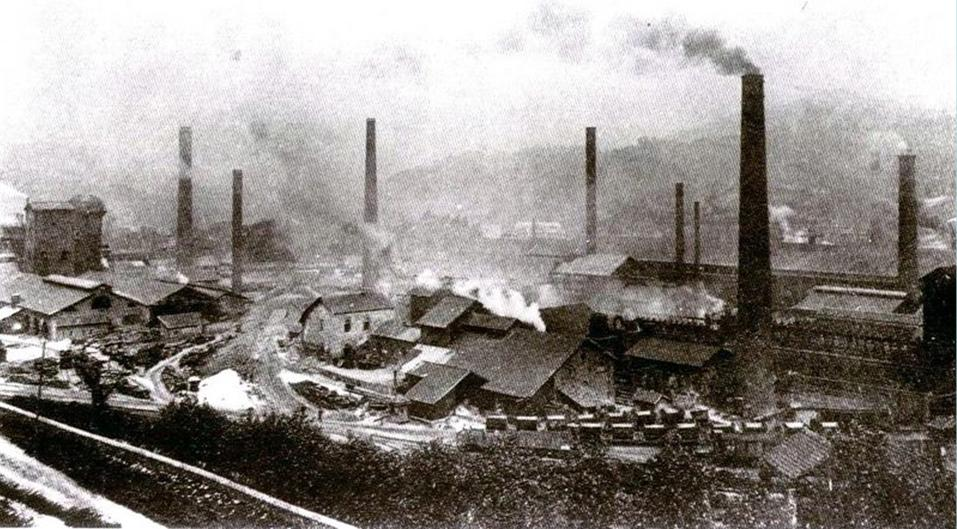
منشآت مصنع La Felguera (أستورياس) في عقد 1920.

وفي لا فليغويرا حيث هيمنت CNT، تم إعلان الشيوعية التحررية على أنها «نظام للتعايش» بعد استسلام الحرس المدني واحتلال مجلس المدينة والمدارس الدينية ومصنع المعادن. وهكذا تم تنظيم الإمدادات بواسطة قسائم، «الأموال التي تم إلغاؤها كممتلكات خاصة ظلت كما هي» (على الرغم من أن الأموال كانت محفوظة في علامة على التزمت للحوم والرفاهية والنبيذ والتبغ . إلخ). ومع ذلك فبعد الأسبوع الأول كان لا بد من إنشاء نظام حصص صارم في مواجهة النقص في المنتجات الغذائية الناتجة عن اكتناز اللجنة الذي نسبته إلى «القلة من الضعاف». ومن جانبهم ساهم عمال التعدين في مصنع دورو-فيلغيرا التمرد باعطائهم دروع حماية للشاحنات التي استخدمتها الميليشيات المتمردة.

### العنف في الداخل
شكلت اللجنة الثورية الإقليمية من جانبها حرسًا أحمر من متطوعين من جميع المنظمات العمالية لوقف جميع أعمال النهب، ومنع أي فرد يقبض عليه من استخدام السلاح ". بذا تمكنوا من وقف نهب المتاجر التي حدثت بعد دخول أرتال التعدين إلى أوفييدو في الأيام الأولى - وفي ميريس وخيخون أيضا- التي تقوم بها عناصر هامشية: "إنهم مع الجماهير المتمردة، ويصطادون في المياه العكرة". وهكذا فإن أعمال النهب والعنف لم تُنسب إلى التنظيم الثوري، وعلى الرغم من وجود الثوار في المقاومة إلا أن القتال كان صعباً للغاية.
تمكن "الحرس الأحمر" من وضع حد للنهب والمحافظة على النظام لكن ليس في كل الأوقات، "إلى جانب المعاملة الصحيحة التي تلقاها الغالبية العظمى من المعتقلين من «حرس مدني وفنيو التعدين والمصانع وموظفون وتجار ومستأجرون ورجال دين» إلا أنه لازال هناك بعض العنف الدموي. فقُتل بعض المعتقلين، كما في سما دي لانجريو انتقامًا لمقاومة الحرس المدني وحرس الاقتحام على تمرد العمال. رغم أنه في بعض الأحيان كما حدث في حي إل يانو دي خيخون تمكن "الحرس الأحمر" من منع عمليات الإعدام ميدانية، وأيضا في غرادو حيث تم احترام المتدينين والمباني بدقة. كانت هناك حالات لعمال أنقذوا أرواح أعضاء البرجوازية الذين كانت حياتهم مهددة.

## تأثير الإضراب

### الضحايا
لا تزال مسألة الخسائر البشرية موضع جدل حتى يومنا هذا: فوفقًا للمؤرخ خوليان كازانوفا، مات خلال القتال الذي أعقب الانتفاضة المسلحة حوالي 1100 شخص بمن فيهم داعمي التمرد، بالإضافة إلى حوالي 2,000 جريح، وكان هناك حوالي 300 قتيل من قوات الأمن والجيش؛ وقُتل 34 رجل دين. وتتطابق تقريبا تلك الأرقام مع أرقام هيو توماس التي وضعها منذ زمن طويل، وذكر عدد القتلى ب 2000 شخص، ومابين 230-260 قتيل من القوات المسلحة (بما في ذلك الحرس المدني وحرس الاقتحام) و 33 قسًا و 1500 عامل في القتال و 200 من عمال المناجم أثناء القمع (ومن بينهم الصحفي لويس دي سيرفال الذي أشار إلى التعذيب والإعدام أثناء القمع، ولهذا السبب قتله ثلاثة من ضباط الفيلق). وسجن مابين 30 و40 ألف شخص في جميع أنحاء إسبانيا. وفقد آلاف العمال وظائفهم.

### الأضرار
تعرضت مدينة أوفييدو خلال ثورة 1934 إلى دمار كبير. واحرقت العديد من مبانيها، مثل جامعتها التي احتفظت مكتبتها برصيد ببليوغرافي ذا قيمة استثنائية لا يمكن استردادها، وكذلك مسرح كامبوامور. 35 كما تم فتح الغرفة المقدسة في الكاتدرائية، حيث اختفت منها آثار مهمة كانت قد نقلت إلى أوفيدو عندما تم قطعها من جنوب إسبانيا. فنتيجة للقتال أو التدمير المتعمد فقد خربت بعض المباني الدينية أيضًا في خيخون ولافيليغيرا وسما.

### القمع
كان قمع الثورة عنيفا جدا، وجرت حالات نهب واغتصاب وإعدامات ميدانية. والذي برز على رأس ذلك القمع الضابط من الحرس المدني ليساردو دوفال برافو الذي أصبح أحد الوحوش السوداء للحركة العمالية. ومن الضباط الذين برزوا في القمع هم الليفتنانت كولونيل ياغوي والجنرال لوبيز أوتشوا.
في أعقاب مقتل الصحفي الليبرالي لويس سيرفال في الشارع على يد ضابط فيلق ديمتري إيفانوف، ونظراً إلى أن الحكومة فرضت رقابة على الأخبار من أستورياس التي تحدثت عن الأساليب المستخدمة في القمع، ذهبت مجموعة تحقيق برلمانية إلى أستورياس مؤلفة من النواب الاشتراكيين ألفاريز ديل فايو وفرناندو دي لوس ريوس ومن الجمهوري الراديكالي كلارا كامبوامور وفيليكس غوردون أورديس. فكانت إحدى استنتاجاتهم هو زيف الأنباء التي نشرتها الصحافة اليمينية عن انتهاكات للراهبات وخلع أعين الأطفال. كما جمعوا شهادات حول تعذيب السجناء، فقام غوردون أورديس بإعداد تقرير عن «التعذيب السادي» الذي استخدمه القائد ليساردو دوفال وأرسله إلى رئيس الحكومة أليخاندرو ليروكس الذي أمر من حيث المبدأ رؤسائه بإيقاف نشاطات هذا الضابط. وأيضا جاءت إلى أستوريا مجموعة من البرلمانيين البريطانيين والذين توصلوا إلى نفس الاستنتاجات التي توصل إليها زملائهم الإسبان. ونشروا تقريرهم الذي نال تعاطف دولي مع عمال المناجم الأستوريين، على الرغم من احتجاجات الحكومة الإسبانية.
كان للمحاكمات العسكرية ضد النواب الاشتراكيين المشاركين في الثورة وهم: تيودوميرو مينينديز ورامون غونزاليس بينيا التي جرت في فبراير 1935 صدا كبيرا على الرأي العام المحلي والدولي. فجمع الحزب الاشتراكي الفرنسي آلاف التوقيعات للمطالبة بالعفو عن جميع المحكومين، وقام النائب الاشتراكي الفرنسي فينسنت أوريول بزيارة رئيس الحكومة أليخاندرو ليروكس نيابة عن رابطة حقوق الإنسان. ففي 16 فبراير 1935 أصدرت المحاكم العسكرية حكمًا بالإعدام على مينديز وغونزاليز بينيا، ثم تبعها بأيام قليلة الحكم بالإعدام على سبعة عشر عضوًا من اللجان الثورية. فأرسل رئيس الحكومة ليروكس طلبا بأن يوصي رئيس الجمهورية نيكيتو ألكالا زامورا بتخفيف العقوبة، مما فتح أزمة خطيرة داخل حكومة الائتلاف الراديكالي-سيدا، حيث عارض كلاً من خوسيه ماريا جيل روبليس زعيم CEDA وميلكياديس ألفاريز زعيم الحزب الديمقراطي الليبرالي الجمهوري وأعلنا توقفهما عن دعم الحكومة. فخفف ألكالا زامورا بفضل ليروكس جميع أحكام الإعدام.
ومن ناحية أخرى، علقت الحكومة الضمانات الدستورية وأغلقت جميع الصحف اليسارية تقريبًا، حيث كانت مملوكة للأحزاب التي شجعت الانتفاضة. وحلت المئات من المجالس البلدية وعلقت هيئات المحلفين المختلطة. كان التعذيب في السجون واسع الانتشار كما كان طوال فترة الجمهورية. ولكن من ناحية أخرى لم يحدث هناك أي قتل جماعي بعد انتهاء القتال كما كان الحال في قمع كومونة باريس أو الثورة الروسية 1905؛ تم تخفيف 21 حكما من أحكام الإعدام ال 23، حيث أعدم الرقيب والهارب من الجندية دييجو فاسكويز الذي قاتل إلى جانب عمال المناجم ومتهم بتفجير شاحنة بها 32 من الحرس المدني، وخيسوس أرغوليس فرنانديز المتهم بقتل العديد من المدنيين. في الواقع لم يُبذل من جهد قوي لقمع الأحزاب التي نفذت التمرد، مما أدى إلى عودة معظمها إلى العمل سنة 1935. وبقي دعم الفاشية ضئيلًا ولم يزداد، في حين استعيدت الحريات المدنية بالكامل بحلول 1935، ومما أعطى الثوار فرصة سخية لممارسة السلطة من خلال الوسائل الانتخابية.

### تأويل اليمين
في وصف أحداث أكتوبر وخاصة تلك التي وقعت في أستورياس، فقد مالت أحزاب وصحف اليمين (مثل ABC المتحدثة باسم اليمين المناهض للجمهورية والموريين وحزب التجديد الإسباني وصحيفة El Debate المرتبطة باليمين الكاثوليكي المتوافق في السيدا) إلى استخدام مخططات أسطورية-رمزية في وصف الثوار على أنهم وحوش يشبهون البشر وغريزتهم الوحيدة هي القتل والتدمير فقط، لذلك فمصيرهم هو الموت أو السجن. واستخدمت أيضا صحيفة El Sol الليبرالية هذا التعبير، التي ترحمت على أولئك الذين تصرفوا كرجال مع "الوحوش القادرة على الأعمال العنيفة التي لا يمكن للمحلل تخيلها. ولم تطلب El Sol سوى العقاب الصارم لهم، وقالت جريدة ABC في 16 أكتوبر في وصف المتمردون الأستوريون بأن "إسبانيا أمام قائمة جرائم شهدتها لمدة ثلاث سنوات. من كاستيلبلانكو إلى أستورياس... فحسن إدارة إسبانيا التي هي واضحة المعالم ونظرة ثاقبة لن تترك البلد أبدًا لهؤلاء الحثالة والعفن ومجمع القمامة التي تكتنف أحشاءهم بذبح أولئك النساء والأطفال. إنهم مثيرو للاشمئزاز الذين لايستحقون أن يكونوا إسبانًا أو بشرًا" (16 أكتوبر).
أما بالنسبة للحقائق، خاصة من كان موجودا في أستورياس فقد اعتبرهم اليمين مجرد شغف للتدمير، خاصةً في أكثر الأماكن الإسبانية قدسية واحترام - في إشارة إلى كاتدرائية أوفييدو وحرم الجامعة -. ووصفتها ABC في طبعاتها في 10 و 17 أكتوبر بأنها «وحشية ومتعطشة للدماء ومدمرة»، والتي كان مخرجوها يمتلكون «غرائز دنيئة للمادية الأكثر إثارة للاشمئزاز»، وهم من أتى بجرائم التخريب التي شكلت «انفجار ماركسي مروع». على النقيض من ذلك، لايكاد يذكر الأعمال القمعية للقوات الحكومية التي أخمدت الانتفاضة. فاتُهِم الثوار حصريا بالدمار الذي حدث في أستورياس وخاصة في أوفييدو.

## معلومة
1. ↑  كان إنغلبرت دولفوس المستشار النمساوي والداعية الرئيسي للفاشية في النمسا، زعيماً تشبه صورته السياسية آنذاك صورة جيل روبليس. كان الخوف من اليسار قائما على نفس السنة التي أسست دكتاتورية فاشية من النظام الديمقراطي بعد سحق الحركة العمالية. لهذا يجب أن نضيف حالة ألمانيا وصعود أدولف هتلر إلى السلطة سنة 1933، مما زاد من موجة الحركات الفاشية المتصاعدة في أوروبا.
2. ↑  وقع في يونيو سلسلة إضرابات في تلك المناطق، إلا أن قمع الحكومة العنيف لهم قد أنهكهم. وانعكس ذلك في قلة حماسهم الآن.
3. ↑  فيما يتعلق بحرب الأرقام في ميزان القتلى والجرحى والمحتجزين، أشار هيو توماس إلى أنه من المستحيل إعطاء رقم دقيق. بالتأكيد وضح أن العديد من ملفات الشرطة احتوت على العديد من المعلومات حول هذا الموضوع، ولكن بعد الحرب الأهلية وديكتاتورية فرانكو، اختفت معظم وثائق الشرطة.
4. ↑  ومن المثير للاهتمام أن الجنرال لوبيز أوتشوا ندد أمام مجلس الوزراء بالفظائع التي ارتكبها الجيش الأفريقي بعد انتهاء الحملة. وبصفته القائد الأعلى للقوات المسلحة فقد ناضل من أجل ضبط النظام ووضع حد لعمليات الإعدام التعسفي بين السجناء اليساريين. ولكنه قُتِل عندما اندلعت الحرب الأهلية بعدها بعامين.

## وصلات خارجية
- 1934: The Asturias Revolt at libcom.org
- Republican Spain at countrystudies.us
- Documents on the strike and its aftermath from "Trabajadores: The Spanish Civil War through the eyes of organised labour", a digitised collection of more than 13,000 pages of documents from the archives of the British تجمع النقابات العمالية held in the Modern Records Centre, University of Warwick